# Ранггас
Ранггас – індонезійське офшорне нафтогазове родовище, виявлене у Макасарській протоці.
Ранггас відноситься до нафтогазового басейну Кутей, виникнення якого передусім пов’язане із виносом осадкового матеріалу потужною річкою Махакам. Родовище виявили у 2000 році унаслідок спорудження розвідувальної свердловини Ranggas-1, закладеної в районі з глибиною моря 1616 метрів, яка мала довжину 3610 метрів та виявила газонасичений (завтовшки 76 метрів) та нафтонасичений (12 метрів) інтервали. В подальшому роках розміри відкриття уточнили за допомогою 5 оціночних свердловин. Споруджені у 2001-му свердловини Ranggas-2 та Ranggas-3 перетнули газо/нафтонасичені інтервали завтовшки 36/47 та 37/93 метра. В 2002-му до них додались Ranggas-4 (глибина моря 1587 метрів, глибина свердловини 3430 метрів, газо/нафтонасичені інтервали завтовшки 17/55 метрів), Ranggas-5 (глибина моря 1650 метрів, глибина свердловини 3614 метрів, газо/нафтонасичені інтервали завтовшки 188/62 метра) і Ranggas-6 (газо/нафтонасичені інтервали завтовшки 142/21 метр). 
Крім того, в 2002-му спорудили розвідувальні свердловини на сусідніх структурах – Ranggas Utara-1 (глибина моря 1603 метра, глибина свердловини 3856 метрів, газо/нафтонасичені інтервали завтовшки 13/10 метрів) та Ranggas West-1 (глибина моря 1366 метрів, глибина свердловини 3034 метра, газонасичений інтервал завтовшки 26 метрів). Першу з них визнали некомерційним відкриттям, тоді як щодо Ranggas West-1 існують плани розробки у комплексі з головним родовищем Ранггас. Нарешті, у 2003-му пробурили свердловину Ranggas-Selatan 1, які пройшла через газо/нафтонасичені інтервали завтовшки 79/57 метрів та підтвердила поширення покладів у південному напрямку.
Поклади газу пов’язані із пісковиками пліоцену та плейстоцену, а нафта виявлена у турбідітах міоцену.
Потенційні запаси Ранггас оцінюються у понад 28 млрд м3 газу та понад 50 млн барелів нафти (від 200 до 350 млн барелів нафтового еквівалента). 
Родовище відноситься до ліцензійної ділянки Рапак, права на яку отримав консорціум Unocal (в 2005 році стала частиною нафтогазового гіганту Chevron) та італійської Eni із частками учасників 80% та 20% відповідно. 
Станом на початок 2020-х видобуток на родовищі так і не розпочали.